# 서울수리초등학교
서울수리초등학교는 대한민국 서울특별시 은평구에 있는 초등학교이다.

## 학교 연혁
- 2011년 5월 1일: 개교
- 2016년 3월 1일: 서울형 혁신학교 신규지정[2]

## 참고 자료
- 서울수리초등학교 - 한국교육학술정보원 학교알리미